# Emil Waldemar Cedercreutz
Emil Waldemar Cedercreutz, född 9 november 1852 i Viborg, död 27 augusti 1924 i Helsingfors, var en finländsk friherre, läkare och politiker. 
Cedercreutz var son till friherre Carl Emil Cedercreutz och Emilia Maria Sofia Hackman. Han var från 1892 gift med författaren Nanny, född Lagerborg. Cedercreutz studerade i Helsingfors och tog filosofie magisterexamen 1877 och medicine licentiatexamen 1883. 
Cedercreutz deltog vid riksdagarna 1885, 1891, 1894, 1897, 1899, 1900, 1904–1905 och 1905–1906.